# Chemtrails over the Country Club
《Chemtrails over the Country Club》은 미국의 싱어송라이터 라나 델 레이의 일곱 번째 정규 음반이다. 2021년 3월 19일 인터스코프 레코드와 폴리도르 레코드를 통하여 발매하였다. 원래는 《White Hot Forever》가 제목이 되어 2020년 9월 5일에 발매할 예정이었지만, 코로나19 범유행으로 제작이 지연되면서 제목을 변경하고 2021년 1분기로 발매 일정을 변경하였다.

## 배경
2019년 8월 30일, 라나 델 레이의 여섯 번째 음반 《Norman Fucking Rockwell!》이 발매되었고, 이때 라나 델 레이는 이미 다음 음반을 준비하고 있으며, 음반의 제목이 《White Hot Forever》라는 것을 공개하였다.
2020년 5월 21일, 라나 델 레이는 소셜 미디어에 음악 산업에서 인식되는 이중 잣대에 대해 토론하는 글을 올렸다. 추가로, 델 레이는 자신의 음악을 옹호하였으며, 자신이 안 좋은 걸 미화한다고 주장하는 음악 평론가들을 언급하였다. 게시물 끝부분에서 2020년 9월 5일로 새 음반 발매가 예정되어 있다는 글을 올렸다. 노래 〈Tulsa Jesus Freak〉은 델 레이가 인스타그램을 통해 스스로 공개한 음반의 첫 번째 싱글이었다. 2020년 8월 6일, 델 레이는 인스타그램에 트랙의 작은 부분을 올렸고, 일주일 후에 비디오를 보관하였다. 5월 25일, 델 레이는 자신의 인스타그램 계정에 일련의 동영상을 올렸는데, 거기에는 음반의 제목이 《Chemtrails over the Country Club》으로 변경됐다는 내용이 들어 있었다. 9월 1일 델 레이는 인스타그램에 타이틀곡 비주얼을 촬영하는 세트 영상을 게재하는 한편, 10월 16일 발매한 또 다른 싱글 〈Let Me Love You Like a Woman〉도 발매하였다. 덧붙여, 이 음반이 곧 발매될 것이라고 언급하였다.
2020년 10월 3일, 《Chemtrails over the Country Club》이 음반을 제작하는 데 있어서 문제가 생겼고, 〈Dealer〉라는 곡을 수록할 지 수록하지 않을 지에 대한 불확실성으로 인하여 발매가 연기되었다고 밝혀졌다.

## 발매와 홍보
2020년 12월 22일 , 라나 델 레이는 타이틀곡의 뮤직 비디오 티저를 공개하였다. 영상 끝에는 싱글과 음반 선주문 기간이 2021년 1월 11일인 것을 밝혔다.
2021년 1월 10일, 타이틀곡이 발매되기 하루 전, 라나 델 레이는 음반의 표지와 트랙 리스트를 공개하였다. 이때 일부 네티즌들은 표지에 인종에 다양성이 없다는 것을 비판하였고, 이에 라나 델 레이는 인스타그램에 표지에 대해 자세히 설명하는 글을 남겼다. 1월 11일, 타깃과 HMV는 단독으로 음반의 바이닐을 공개하였으며, 닐 크러그가 촬영한 버전의 표지를 공개하였다.

## 트랙리스트
표시된 곳을 제외하고는, 모든 곡은 라나 델 레이와 잭 안토노프가 작곡 및 작사하였다.
| #            | 제목                                            | 작사·작곡         | 프로듀서         | 재생 시간 |
| ------------ | ----------------------------------------------- | ----------------- | ---------------- | --------- |
| 1.           | 〈White Dress〉                                 |                   |                  | 5:33      |
| 2.           | 〈Chemtrails over the Country Club〉            |                   | 안토노프 델 레이 | 4:31      |
| 3.           | 〈Tulsa Jesus Freak〉                           |                   |                  | 3:35      |
| 4.           | 〈Let Me Love You like a Woman〉                |                   | 안토노프         | 3:21      |
| 5.           | 〈Wild at Heart〉                               |                   |                  | 4:06      |
| 6.           | 〈Dark But Just a Game〉                        |                   |                  | 3:55      |
| 7.           | 〈Not All Who Wander Are Lost〉                 |                   |                  | 4:07      |
| 8.           | 〈Yosemite〉                                    | 델 레이 릭 노웰스 | 델 레이, 노웰스  | 5:04      |
| 9.           | 〈Breaking Up Slowly〉                          |                   |                  | 2:57      |
| 10.          | 〈Dance Till We Die〉                           |                   |                  | 4:03      |
| 11.          | 〈For Free〉 (피처링 젤라 데이 & 와이즈 블러드) | 조니 미첼         |                  | 4:11      |
| 총 재생 시간 | 총 재생 시간                                    | 총 재생 시간      | 총 재생 시간     | 45:22     |

## 참여자
- 잭 안토노프 - 프로듀서
- 로라 시스크 - 엔지니어/믹서
- 크리스 게링거 - 마스터링 엔지니어

음악가
- 라나 델 레이 - 보컬, 작사 및 작곡 (1–10), 프로듀싱 (2)
- 잭 안토노프 - 작사 및 작곡 (1–7, 10), 프로듀싱 (2, 4)
- 릭 노웰스 - 작사 및 작곡 (8), 프로듀싱
- 니키 레인 - 작사 및 작곡 (9)
- 조니 미첼 - 작사 및 작곡 (11)

### 참조주
1. ↑  릭 노웰스는 ‘Yosemite’의 프로듀싱에만 참여하였다.

### 내용주
1. ↑  Moore, Sam (2020년 5월 26일). “Lana Del Rey announces 'Chemtrails Over The Country Club' as her new album title”. 《NME》. 2020년 6월 1일에 확인함.
2. 1 2  “Lana Del Rey stated that her new album 'Chemtrails Over the Country Club' is slated for release either December 10th or January 7th, with 'Dealer' tentatively being track 8 and the most different song on the album.”. 《Twitter》 (영어). 2020년 10월 3일에 확인함.
3. ↑  Krol, Charlotte (2019년 8월 30일). “Lana Del Rey has already started writing her next album 'White Hot Forever' | NME”. 《NME Music News, Reviews, Videos, Galleries, Tickets and Blogs | NME.COM》 (영국 영어). 2020년 10월 3일에 확인함.
4. ↑  “Lana Del Rey Lashes Out at Haters While Announcing New Album”. 《billboard.com》 (영어). 2020년 5월 21일. 2020년 10월 3일에 확인함.
5. ↑  Krol, Charlotte (2019년 8월 30일). “Lana Del Rey has already started writing her next album White Hot Forever”. 《NME》. 2020년 6월 1일에 확인함.
6. ↑  Schatz, Lake (2019년 8월 30일). “Lana Del Rey already prepping new album, White Hot Forever, for 2020 release”. 《Consequence of Sound》. 2020년 5월 25일에 확인함.
7. ↑  Monroe, Jazz (2020년 5월 21일). “Lana Del Rey Announces New Album and Addresses Claims She "Glamorizes Abuse"”. 《Pitchfork》. 2020년 5월 25일에 확인함.
8. ↑  Khaliq, Aleesha (2020년 5월 21일). “Lana Del Rey confirms new album and hits back at accusations she's 'glamorizing abuse'”. 《CNN》. 2020년 5월 25일에 확인함.
9. ↑  “Nobody gets to tell your story”. 2020년 5월 25일에 확인함 – Instagram 경유.
10. ↑  Spin staff (2020년 9월 1일). “Lana Del Rey Announces New Album Chemtrails Over the Country Club”. 《Spin》. 2020년 9월 1일에 확인함.
11. ↑  “Instagram video by Lana Del Rey” (영어). 2020년 12월 22일. 2021년 1월 8일에 확인함 – Instagram 경유.
12. ↑  “Lana Del Rey explains ‘Chemtrails Over The Country Club’ album cover: "We are all a beautiful mix of everything" | NME”. 《NME》 (영국 영어). 2021년 1월 11일. 2021년 1월 11일에 확인함.
13. ↑  “Chemtrails Over the Country Club (hmv Exclusive) Red Vinyl”. 2021년 1월 11일.
14. ↑  “Lana Del Rey - Chemtrails Over the Country Club (Target Exclusive, Vinyl)”. 《Target》 (영어). 2021년 1월 12일에 확인함.
15. ↑  “Neil Krug on Instagram: “New work with @lanadelrey 🖤”” (영어). 2021년 1월 13일에 확인함 – Instagram 경유.